# エンポリア (カンザス州)

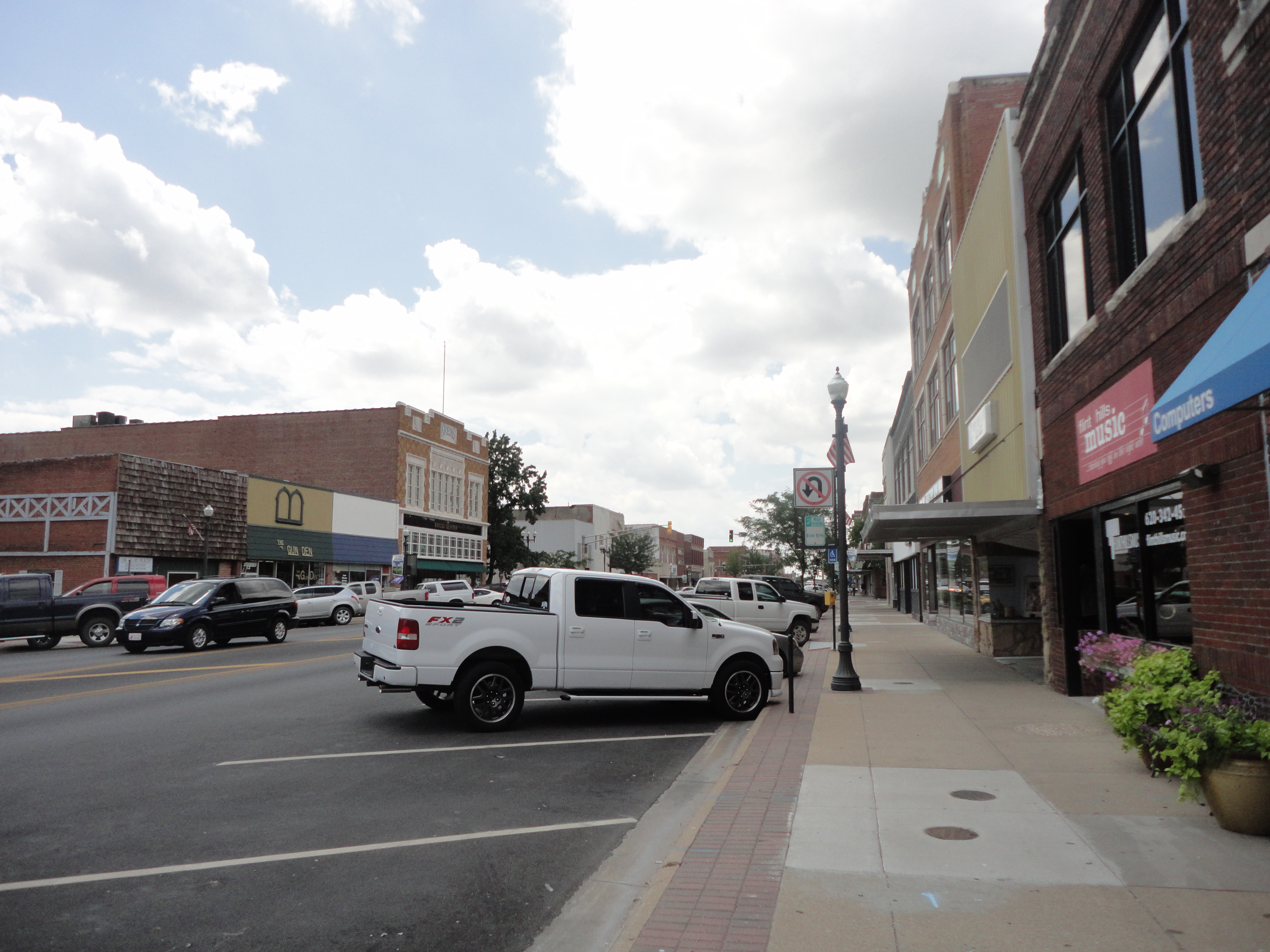
ダウンタウン

エンポリア（英: Emporia）は、アメリカ合衆国カンザス州の都市。ライアン郡の郡庁所在地である。人口は2万4916人（2010年）。エンポリアは同州トピカとウィチタの間、国道50号とインターステート335と50が交わる場所に位置する。エンポリアは大学都市でもあり、エンポリア州立大学（en:Emporia_State_University）とフリントヒルズ工科大学がある。

## 地理

ライアン郡内の位置

エンポリアは北緯38度24分14秒 西経96度11分34秒 / 北緯38.40389度 西経96.19278度に位置している。
アメリカ合衆国統計局によると、この都市は総面積30.92 km² (11.94 mi²) である。このうち30.64 km² (11.83 mi²) が陸地で0.28 km² (0.92 mi²) が水域である。総面積の0.6%が水域となっている。